# Hugues Duquesne
Hugues Duquesne (alias Duke Duken) est un auteur, metteur en scène et comédien français, né le 20 décembre 1977 à Râches dans le Nord.

## Biographie

### Jeunesse et formation
Hugues Duquesne naît le 20 décembre 1977 à Râches dans le Nord. Entre 1995 et 1998, il suit les cours de Richard Wodjtazik puis de 1999 à 2000, il est élève au conservatoire d’art dramatique de Valenciennes. En 2000 et 2001, il se spécialise grâce aux cours de café-théâtre de Caroline Raux à Paris.

### Carrière

#### Débuts sur scène (1995 à 2007)
Hugues Duquesne fait ses premières armes sur scène en jouant dans plusieurs pièces entre 1995 et 2000 telles Turcaret ou le Financier de Lesage, Caviar ou Lentilles de Scarnicci et Tarabusi, Chez Pierrot de Jean-Claude Grumberg, Ahmed le Subtil d'Alain Badiou.
C’est avec Kader Nemer qu’il débute dans l’humour en 2001 via le duo comique Les Goubéens. Ils remportent le prix du festival d’humour de Saint Gervais en 2003 ainsi que le prix Juste pour rire au Fringe Festival de Montréal en juin 2006. Le duo intervient dans l’émission La Grosse Émission sur la chaîne Comédie. Hugues Duquesne joue également aux côtés de Manu Payet et Bruno Guillon dans les programmes Starloose Academy (2003) et LaTéloose (2004 et 2005).
Entre temps, Hugues Duquesne devient membre du FIEALD (le Festival International d’Expression Artistique Libre et Désordonné au théâtre Trévise) pour lequel il présente la finale de Paris fait sa comédie au Théâtre des Nouveautés sur NRJ Paris. C’est également au FIEALD qu’il rencontre Majid Berhila en 2006 avec qui il créera le duo des "Lascars Gays".

#### Les Lascars Gays etOn n'demande qu'à en rire(2008 à 2014)
- Si vous ne connaissez pas le sujet, laissez ce bandeau (vous pouvez alors contacter les auteurs).
- Si vous supprimez le contenu mis en cause (vous pouvez préalablement contacter les auteurs),

argumentez précisément cette suppression dans la page de discussion
(un manque de référence n'est pas un argument ; une recherche réelle de référence doit avoir été effectuée, être formellement documentée).
Ryan (Majid Berhila) et Steeve (Hugues Duquesne) sont deux lascars un peu décalés dans leur cité. Et pour cause, ils sont gays. Tout caleçon dehors et casquette vissée sur la tête, entre rires et délires, ils se jouent des préjugés. Ils refont le monde, surfent sur des sujets d’actualité, et abordent de façon totalement décalée le terrible combat identitaire qui les déchire. Entre quelques baisers furtifs échangés, des scènes de vie pleines de tendresse et des chorégraphies enflammées, ils nous font découvrir leur propre vision de la société ponctuée du cri de rassemblement : "BANG ? BANG BANG !"
Après avoir connu quelques difficultés pour trouver une salle, le premier showcase des Lascars Gays a lieu en 2008 au Théâtre Trévise. En 2009, Hugues présente la finale de Paris fait sa comédie au Théâtre des Nouveautés, dans le cadre du FIEALD auquel participe également Majid. Ils contribuent régulièrement comme auteurs et comédiens à l'émission de Cyril Hanouna Pliés en 4 sur France 4.
Leur premier spectacle notable se déroule lors du Festival d'Avignon en juillet 2009. D'octobre 2009 et avril 2011, ils sont programmés ensemble au Théâtre Clavel à Paris et se produisent occasionnellement au Théâtre Trévise. Ils sont auteurs et interprètes de leur spectacle Bang Bang !, mis en scène par Luc Sonzogni, avec Thierry Manciet à la lumière et DJ Emir à la musique.
En 2010, le duo se produit à nouveau au Festival d'Avignon et au Festival de Cavaillon. Ils font l'objet d'un reportage dans l'émission 66 minutes sur M6 et Teum-Teum sur France 5 en juin. La même année, ils doublent des acteurs dans le film Scott Pilgrim.
Entre 2010 et 2013, Hugues Duquesne et Majid Berhila acquièrent une forte notoriété grâce à l'émission On n'demande qu'à en rire sur France 2, devenant des vedettes de l'émission, leurs sketchs mêlant sujets d'actualité et de société avec des références à la culture populaire. Ils y obtiennent plusieurs records et se classent sixièmes en nombre de passages, derrière Olivier de Benoist, Sacha Judaszko, Garnier et Sentou, Arnaud Tsamere et Jérémy Ferrari. Leur sketch "Un animateur TV fait une tournée dans les écoles", diffusé le 14 mars 2011, où Hugues imite Jean-Luc Delarue, accroît leur notoriété médiatique.
En 2011, ils jouent dans le film Little Klaus Big World. Ils reconduisent Bang Bang ! au théâtre La Grande Comédie entre le 29 septembre et le 30 décembre 2011. Leur tournée de 2012 inclut des villes comme Nancy, Marseille, Bordeaux, Lille, Nantes, Rennes, Lyon, ainsi que des pays comme la Belgique, la Suisse et la Tunisie. Ils se produisent au Théâtre Trévise pour Bang Bang ! du 12 janvier au 7 avril 2012, puis au Théâtre Le Splendid de mai 2012 à février 2013. En 2012 ils font partie du gala On n'demande qu'à en rire au Casino de Paris.
Le 21 mai 2013, les Lascars Gays font partie du Concert pour tous, Place de la Bastille à Paris pour fêter l'adoption de la loi sur le mariage pour tous devant 40 000 personnes.
Le DVD du spectacle Bang Bang ! capté à Toulouse, sort le 23 Octobre 2013.
Le 16 juin 2014, lors de l’émission Radio-Activité de Saint-Pierre-et-Miquelon La Première, ils annoncent leur séparation après 10 ans de collaboration. Majid prépare un one-man-show pour janvier 2015, tandis que Hugues prévoit de se consacrer au théâtre à partir de septembre 2014.

#### Sur les planches et les écrans (depuis 2014)
Le 22 novembre 2014, a lieu l'ultime représentation de Bang Bang . Hugues Duquesne a déjà amorcé la suite de sa carrière depuis 2013 avec la création de Arrête ton char Ben Hur ! qui deviendra ensuite Ben Hur, la parodie, inspiré de l'oeuvre de Lewis Wallace. Hugues Duquesne y interprète le rôle principal, entouré de Olivier Mag, Sébastien Chartier et Adrien Laligue. La mise en scène est confiée à Luc Sonzogni. Le spectacle tournera six ans en passant chaque année par le Festival d'Avignon, (une captation sera d'ailleurs diffusée en direct sur France 4 le 20 juillet 2015). En 2024, un making-of de la captation est mis en ligne.
À partir de 2015, il écrit pour d'autres humoristes tels que Kévin Razy (spectacle Mise à jour) et Jarry (sketches pour l'émission Comment ça va bien !).
De 2016 à 2020, il retrouve son comparse Kader Nemer avec lequel il écrit, interprète et mets en scène Je t'aime à l'italienne (à l'algérienne). Il y incarne Carlo, éperdument amoureux de Aïcha la sœur de son meilleur ami Farid (Nemer), lui-même amoureux de la flamboyante Rachel. Cette comédie aux saveurs méditerranéennes est une ode à l'amour et à la diversité. Hugues Duquesne retrouve le festival d'Avignon avec ce nouveau spectacle.
Durant le confinement, Hugues Duquesne, Kader Nemer et Olivier Mag prennent part aux très courts-métrages Contre Culture (2020) et Contre Culture #2 (2021) de Baptiste Magontier, mettant en lumière l'importance de l'accès à la culture en période de pandémie. Les deux films sont disponibles sur Youtube,. Le premier cumule plus de 5 millions de vues.
En 2022, Kader Nemer et Hugues Duquesne passent au drame en écrivant et en interprétant Gueules Noires, une pièce de théâtre sur les mineurs de fond, coincés dans le puits après la catastrophe d’Avion de 1965. Les artistes effectuent des recherches d'archives au centre historique minier de Lewarde où se déroulera la première le 18 juin 2022. Les deux personnages de la pièce sont inspirés des aïeuls des acteurs, petits-fils de mineurs. C'est Ali Bougheraba qui assure la mise en scène de ce spectacle qui tournera pendant plus d'un an et effectuera deux passages au Festival d'Avignon.
La même année, il met en scène le premier one-woman-show de Blandine Lehout, La vie de ta mère.
En 2023, Hugues Duquesne interprète Sir Henry de Baskerville dans La chienne des Baskerville, parodie des aventures de Sherlock Holmes qu'il a écrite avec Olivier Mag et mise en scène par Gwen Aduh. En plus des six comédiens présents sur scène, le spectacle propose également du théâtre d'ombres. Les décors sont, quant à eux, dessinés par Winshluss.
Côté télévision, à partir de 2019, il interprète le coach sportif de Liliane (Valérie Karsenti) et José (Frédéric Bouraly) dans Scène de ménage sur M6. L'année suivante on le retrouve dans Complétement craignos de Jean-Pascal Zadi sur France 2.
Pendant l'été 2025, Hugues Duquesne reprend le rôle de Ben Hur à Paris et sur Avignon pour les dix ans de Ben-Hur la parodie, réintitulée pour l'occasion Ben-Hur contre attaque. C'est également cet été là au festival d'Avignon, qu'il révèle au public la nouvelle pièce qu'il écrit et mets en scène : Noir, Juif Et Borgne - Il était une fois Sammy Davis Jr, une pièce musicale centrée autour de la vie de l'artiste Sammy Davis Junior.

### Style
- Si vous ne connaissez pas le sujet, laissez ce bandeau (vous pouvez alors contacter les auteurs).
- Si vous supprimez le contenu mis en cause (vous pouvez préalablement contacter les auteurs),

argumentez précisément cette suppression dans la page de discussion
(un manque de référence n'est pas un argument ; une recherche réelle de référence doit avoir été effectuée, être formellement documentée).
Qu'il s'agisse de drame ou de comédie, l'écriture de Hugues Duquesne traite de façon explicite ou implicite des sujets de société tels que le racisme, l'homophobie, l'antisémitisme, l'islamophobie, le féminisme, le vivre ensemble, l'anti communautarisme. Ses spectacles font également beaucoup de références à la culture populaire depuis les années 1980 (aussi bien en musique, télévision, jeux vidéos et cinéma...), permettant ainsi à un vaste public de comprendre les clins d'œil plus ou moins dissimulés. Hugues Duquesne est influencé aussi bien par l'univers des Monty Python, que celui des Nuls.

## Spectacles
- 2001 à 2006 : Dans la peau des Goubéens (avec Kader Nemer), de Hugues Duquesne, mise en scène de Caroline Raux
- 2007 : Ze pièce de Dany Dalgo, mise en scène de Daniel Dubois : Gonzague
- 2007 à 2010 : Membre du FIEALD, mise en scène de Gustave Parking
- 2009 à 2014 : Bang Bang ! (Les Lascars Gays) de Majid Berhila et Hugues Duquesne, mise en scène de Luc Sonzogni : Steeve, le rasta blanc
- 2012 : Gala On n'demande qu'à en rire au Casino de Paris (avec Les Lascars Gays)
- 2013 à 2023 puis 2025 : Ben Hur – La Parodie de Hugues Duquesne et Olivier Mag, mise en scène de Luc Sonzogni : Ben Hur
- 2016 : Scènes de coeur - 7 couples mythiques, de Agnès Chamak et Hugues Duquesne mise en scène de PAPY
- 2016 à 2020 : Je t’aime à l’italienne (à l’algérienne) écriture et mise en scène de Hugues Duquesne et Kader Nemer
- 2022 à 2023 : Gueules Noires de Hugues Duquesne et Kader Nemer, mise en scène par Ali Bougheraba : Stéphane
- 2023  puis 2025 : La chienne des Baskerville de Hugues Duquesne et Olivier Mag, mise en scène de Gwen Aduh : Sir Henry de Baskerville
- 2022 : La vie de ta mère (Blandine Lehour) : Mise en scène
- 2025 : Noir, juif et borgne - Il était une fois Sammy Davis Jr : Ecriture et mise en scène

## Télévision
- 2002 : La Grosse Emission (Comédie)
- 2002 : Le bar des frappés (M6)
- 2003 : Starloose Academy (Comédie)
- 2005 à 2006 : La Téloose (Comédie)
- 2008 : Pliés en 4 (France 4)
- 2008 à 2009 : Wesh (Cap 24) (en tant que chroniqueur)
- 2010 à 2013 : On n'demande qu'à en rire (France 2) (candidat pensionnaire avec Les Lascars Gays)
- 2011 : On a tout révisé (France 2) (sketch avec Les Lascars Gays)
- 2012 : Fort Boyard (candidat avec Les Lascars Gays pour l'association Huntington Avenir)
- 2012 à 2013 : Le ONDAR Show (France 2)
- 2013 : Fort Boyard (candidat avec Les Lascars Gays pour l'association Les matelots de la vie)
- 2015 : La nuit du OFF (France 4) (avec Ben-Hur La Parodie)
- 2016 : Barney Gold (Studio Bagel de Kévin Razy) (WebTV)
- 2019 à 2020 : Scènes de ménage (M6) : Le coach sportif
- 2021 : Carrément Craignos de Jean-Pascal Zadi (France 2) : Jean-Jacques
- 2022 : Comme des gosses (M6)

## Filmographie
- 2010 : Scott Pilgrim : Ken Katayanagi (Keita Saito) (doublage Fr)
- 2011 : Little Klaus Big World de Arnaud Collery : Lui-même
- 2013 : La vraie vie des profs de Emmanuel Klotz et Albert Pereira Lazar : Les Lascars Gays videurs de boîte de nuit (avec Majid Berhila)
- 2020 : Contre Culture (très court métrage) de Baptiste Magontier : le client
- 2021 : Contre Culture #2 (très court métrage) de Baptiste Magontier : le père